# Aimo Heilmann
Pour les articles homonymes, voir Heilmann.
Aimo Heilmann, né le 22 octobre 1974 à Leipzig, est un nageur allemand.

## Biographie
Aux Jeux olympiques d'été de 1996 à Atlanta, il remporte la médaille de bronze du relais 4 × 200 m nage libre avec Christian Keller, Christian Tröger et Steffen Zesner.